# Туамасага
Туамасага (самоан. Tuamasaga) — административный округ Самоа с населением 89 582 человек (2011). Расположен в центральной части острова Уполу. Площадь округа — 479 км².
Верховный вождь округа носит титул Малиетоа. Ведущую роль в избрании носителя титула Малиетоа играют девять старейшин деревни Малие. Часть клана Малиетоа (Аига СаМалиетоа) проживает также в округах Аига-и-ле-Таи и Фаасалелеага, поэтому старейшины Малие при избрании Малиетоа должны учитывать мнение старейшин из Маноно (центр Аига-и-ле-Таи) и Сафотулафаи (центр Фаасалелеаги). Верховный вождь Малиетоа входит в число четырёх высших вождей государства (Тама-а-Аига) и является вторым по старшинству после Туи Атуа (округ Атуа).
По традиции, ФалеТуамасага (парламент Туамасаги) в военное время заседает в Афеге, а в мирное — в Малие. Афега является административным центром округа и основным местом заседаний ФалеТуамасага. Малие — административный центр клана Малиетоа.
На северном побережье округа находится единственный город страны — её столица Апиа. Национальный парламент заседает также в округе Туамасага — в деревне Мулинуу, расположенной к западу от Апиа. Главный порт страны расположен в Матауту — к северу от Апиа.